# 契切瓦茨
契切瓦茨（塞尔维亚语：／，發音：[tɕîtɕeʋats]）是塞爾維亞的城鎮，由拉辛那州負責管轄，位於該國中部，距離首府克魯舍瓦茨23公里，面積124平方公里，海拔高度215米，2011年人口4,681。

## 外部連結
- Official website （页面存档备份，存于）.